# Marc Helsen
Marc Helsen (Herentals, 13 maart 1954) is een Vlaams schrijver en journalist.  Hij is vooral bekend van zijn reisverhalen.
Helsen schreef als journalist meer dan 22 jaar voor de VUM-kranten Het Nieuwsblad en De Standaard, de laatste jaren vooral als internationaal verslaggever.   In 2008 maakte hij als redacteur de overstap naar Gazet Van Antwerpen. In zijn boek "Dodelijk Vlees" ontrafelde hij de moord op veearts-keurder Karel Van Noppen.
In 2019 werkte hij mee aan de lancering van het maandblad Newsweek in België. Hij maakte er mee het nummer over '50 jaar maanlanding'. Sindsdien werkt hij voor Newsweek Belgium.
Van zijn boek De Groote Trek, het verhaal van een 14 maanden durende wereldreis, werden op enkele maanden tijd meer dan 37.000 exemplaren gekocht. Van het reistijdschrift Grande kreeg hij voor zijn tocht ‘Het Gouden Kompas’.  In 2004 reisde Marc Helsen zeven maanden lang in de voetsporen van Marco Polo: de heenreis ging van Venetië met openbaar vervoer richting Peking, op de terugreis vanuit de Himalaya legde hij 13.500 km af op een oude Britse motor. Het relaas van die reis kreeg een neerslag in De Groote Zijderoute en het meer cultuur-historische fotoboek In het spoor van Marco Polo.  
Tot zijn verder oeuvre behoren Ver van mijn Bed en In het spoor van Peking Express. In 2006 reisde Marc Helsen zeven maanden lang langs twaalf vergeten oorlogsgebieden, van Ingoesjetië over Oost-Congo tot in Afghanistan. Dat verhaal verscheen in boekvorm in Op reis naar Nergens. In 2009 verscheen van zijn hand de verzamelbundel De lokroep van het Avontuur. In 2010 werd Onder het Zuiderkruis gepubliceerd. Het is het relaas van een reis met openbaar vervoer, dwars door Afrika, van Egypte tot in Zuid-Afrika. 
Eind november 2016 verscheen van zijn hand bij Uitgeverij Lannoo '100 ultieme reiservaringen voor de avontuurlijke wereldreiziger'. Tegelijk met de lancering loopt de fototentoonstelling 'Off the Road' van Marc Helsen in het Art Center Hugo Voeten in Herentals.
In 2023 vertrok de auteur samen met reisgezel Frank Peeters met een Yamaha Ténéré 700 motor voor een vier maanden lange reis van bij hem thuis naar Mongolië, waar hij, samen met de lokale bevolking in West-Mongolië te paard op jacht ging met een steenarend. Van die tocht van 20.000 km, die onder meer via Georgië, de Russische Kaukasus, Stalingrad, de steppen van Centraal-Azië, het Pamirgebergte en Siberië ging, deed hij verslag in het boek Met de motor over de Zijderoute (Uitgeverij Lannoo).
In 2025 hield Helsen het dichter bij huis en schreef hij 'In het geweer tegen Hitler -Verzet tijdens WO II in Herentals', een uitgave in samenwerking met de Herentalse Kring voor Geschiedenis en Heemkunde, Herentaldum.
Verschillende van Marc Helsen's boeken werden in het Frans en het Duits vertaald.